# 醫學地理學
醫學地理學又稱醫藥地理學，研究一定區域環境之下，人類健康與地理環境之間的關係，類似流行病學。醫學地理的理論基礎是研究如何讓環境發展與人類健康平衡。
醫學地理學的研究對象包括:
1. 生態變化：牽扯到物理、化學和生物的疾病，如瘧疾、鼠疫、血吸蟲病、黃熱病、登革熱。這些有明顯地域性的疾病會受到生態的變遷使其流行的地理位置發生變化，其可分為位移型、擴張型、混合型、階層型。
2. 病種的地域性研究：如愛滋病。與生態變化的研究特稱疾病地理學。
3. 開發地區的藥物資源
4. 地域營養與健康的問題
5. 人口老齡化的區域及解決出路

## 分科
1. 營養地理學:營養素和營養產生的疾病的地理分布及其區域複合體分析。
2. 健康地理學:研究人群健康狀況的空間模式及其與環境的關係。健康表示人與環境處於生態平衡。健康地理學研究平衡破壞的原因及其空間分布模式，亦研究維持平衡的條件。
3. 疾病地理學:研究疾病的分布模式。早期主要研究生物環境因子導致的地方性疾病，如血吸蟲病、霍亂、瘧疾、黃熱病等等，現此類疾病因醫療技術的進步而受到控制，進而發展非傳染性疾病的空間分布模式，如乳癌的分布與原因等等。